# Sekounda na podvig
Pour plus de détails, voir Fiche technique et Distribution.
Sekounda na podvig (en cyrillique : Секунда на подвиг, litt. « Une seconde pour agir » ; coréen : 영원한 전우), est un film de deux parties soviétique et nord-coréen réalisé par Eldor Ourazbaïev, sorti en 1985. Le film est à propos de l'exploit du Lieutenant soviétique Yakov Novichenko, qui a sauvé Kim Il-sung d'une grenade lancée dans sa direction durant un rassemblement à Pyongyang le premier mars 1946,.

## Synopsis
Après la libération de l'armée nord-coréenne de l'emprise japonaise en août 1945, le troisième lieutenant soviétique Yakov Novichenko reste en Corée pour aider avec la reconstruction du pays en ruine. Même si les japonais sont partis et que le peuple coréen est libre, les bourgeois coréens ayant récemment perdu du pouvoir et des propriétés préparent, avec l'aide de conseillers militaire américains, préparent un complot terroriste visant à renverser Kim Il-Sung.
Le premier mars 1946, un rallye est organisé à Pyongyang pour commémorer le 27e anniversaire du premier mouvement anti-japonais de Corée. Au rallye, le Président provisoire du Comité du Peuple de la Corée du Nord, Kim Il-Sung, commence son discours. Un des conspirateur lance une grenade vers Kim Il-Sung, dans le but de le tuer, mais Novichenko attrape la grenade, et, ne savant pas où la lancer, il s'étend dessus pour contenir l'explosion. Il est sauvé par un livre qu'il avait dans sa poche, et il est finalement transporté vers un hôpital.
Novichenko survit, mais perd sa main droite. Le film prend fin avec Novichenko qui visite la Corée du Nord en 1984.

## Fiche technique
- Titre original russe : (Sekounda na podvig, Секунда на подвиг (litt. « Une seconde pour agir »)
- Titre coréen : 영원한 전우
- Réalisation : Eldor Ourazbaïev, Gil-Sen Om
- Scénario : Alexandre Borodyansky, In-Chzhun Pak
- Cinématographie : Elizbar Karavayev, Ik-Hen Chong
- Musique : Édouard Artemiev
- Société(s) de production : Korean Film Studio, Mosfilm
- Pays de production :  Corée du Nord -  Union soviétique
- Genre : Film historique, film biographique
- Durée : 127 minutes
- Dates de sortie : 1985

## Distribution
- Andrey Martynov : Yakov Novichenko
- Chhan-Su Chve : Lee Chang Heck
- Oleg Anofriyev : Gurenko
- Yon-Hi Chon : Cho Sung Yong
- Son-Gwan Li : Cho Gwang Xie
- Li Yong Il : Kim Il Sung
- Natalya Arinbasarova : infirmière
- Irina Shevchuk : Maria Novichenko
- Marina Leutova : Raisa Novichenko
- Lim Mi Yong : Sun E
- Pak Jung Yong : Kwon doc Sul
- Vladimir Antonik : Ivan Novichenko
- Vyacheslav Baranov : Pechkin
- Kang Won Suk : Kwon Hyun Thek
- Lim In Gong : Koh Dahn Ming
- Victor Filippov : Bobyr
- Vladimir Ferapontov : Samokhin
- Aleksandr Belyavsky : Chistyakov
- Youri Sarantsev : Romanenko
- Vadim Zakharcehnko : médecin en chef
- Vadim Grachyov : maréchal Meretskov
- Khan Din Sop : O Sen Chil